# Septifer bilocularis
 Septifer bilocularis  ist eine Muschel-Art aus der Familie der Miesmuscheln (Mytilidae). Es ist die Typusart der Gattung Septifer.

## Merkmale
Das Gehäuse besitzt ein sehr eng gerundetes Vorderende und ein breit gerundetes Hinterende. Der Dorsalrand ist leicht gewinkelt, die größte Höhe wird deutlich vor der Gehäusemitte erreicht. Der Ventralrand ist zum Vorderende leicht schwach konkav gewölbt, zum Hinterende konvex gewölbt, sodass sich ein schwach s-förmig gebogener Ventralrand ergibt. Dadurch ergibt sich ein annähernd rechteckiger Gehäuseumriss mit einer eng gerundeten und vorspringenden Ecke. Die Gehäuse werden bis zu 6 cm lang. Im vorderen Winkel des Gehäuses unterhalb des Wirbels ist ein Septum ausgebildet, das etwa parallel zur Gehäuselängsachse (Dorsoventralrichtung) verläuft. Auf dem Septum ist der vordere Schließmuskel angeheftet. Die Außenseite weist zahlreiche, feine, radiale Rippen auf, die sich zum Gehäuserand auch spalten können. Die konzentrischen Anwachsstreifen sind teilweise kräftig entwickelt. Die Gehäuseränder sind mehr oder weniger stark gezähnelt. Das Periostracum ist bräunlich, die Schale ist grünlich-braun bis intensiv orangerot. Die Innenseite ist purpurbraun, bläulich oder cremefarben.
Rechte und linke Klappe des gleichen Tieres:

Rechte Klappe
Linke Klappe

## Geographische Verbreitung und Lebensraum
Die Art kommt von Südafrika, über den Indischen Ozean (einschließlich des Roten Meeres), Australien, Polynesien, den östlichen Pazifik bis nach Südjapan vor. Sie lebt (in Vietnam) oft in Riffgemeinschaften im inneren Teil von Buchten, die etwas geschützt sind vom Wellengang. Sie leben dort vom Intertidal bis in etwa 10 bis 15 Meter Wassertiefe. Die Art wurde anthropogen ins östliche Mittelmeer verschleppt. Septifer bilocularis wird wahrscheinlich bis zu elf Jahre alt.

## Taxonomie
Das Taxon wurde 1758 von Carl von Linné als Mytilus bilocularis aufgestellt. Es ist die Typusart der Gattung Septifer Récluz, 1848.

## Belege